# Marouane Fellaini
Marouane Fellaini-Bakkioui (* 22. listopadu 1987 Etterbeek) je bývalý belgický profesionální fotbalista s marockými kořeny, který hrával na pozici záložníka. Svou hráčskou kariéru ukončil v únoru 2024. Mezi lety 2007 a 2018 odehrál také 87 zápasů v dresu belgické reprezentace, ve kterých vstřelil 18 branek.

## Klubová kariéra
Narodil se v Etterbeeku marockým rodičům. V mládežnických klubech hrával za RSC Anderlecht, RAEC Mons, Royal Francs Borains, R. Charleroi SC a poté za věhlasnější Standard Lutych, kde zahájil svoji profesionální kariéru. V roce 2008 se opět stěhoval, tentokrát do již zmiňovaného Evertonu.

### Standard Lutych
Když mu bylo 17 let, podepsal svoji první profesionální smlouvu v belgickém klubu Standard Lutych. Odehrál zde 84 zápasů a vstřelil 11 branek. V sezóně 2007/08 vyhrál s klubem belgický ligový titul. Zde si také poprvé zahrál v evropských pohárech, konkrétně v Poháru UEFA a také v předkole Ligy mistrů.

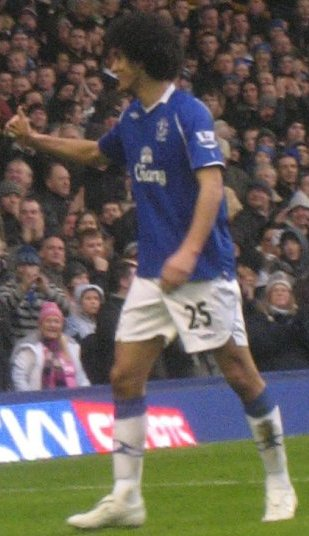
Marouane Fellaini v dresu Evertonu.

### Everton FC
Po odmítnutí Manchesteru United, Aston Villy, Tottenhamu, Realu Madrid a Bayernu Mnichov v září 2008 přestoupil do Evertonu za 15 milionů liber, čímž se stal tehdejší nejdražší posilou v historii liverpoolského klubu. V klubu u řeky Mersey podepsal smlouvu na 5 let. Hned v první sezoně se s týmem dostal až do finále FA Cupu, kde proti Manchesteru United po bezbrankové remíze Everton prohrál až na penalty.
V Premier League debutoval 14. září v zápase proti Stoke City FC, kde Everton slavil vítězství 3:2. Svůj premiérový gól vstřelil 5. října při remíze 2:2 proti Newcastlu. Nakonec ve své první sezoně v Premier League vstřelil 9 branek, což až do letošní sezony bylo jeho maximum. Také stihl nasbírat 13 žlutých karet, což bylo nejvíce ze všech hráčů Premier League. Ve své první sezoně také získal cenu „Young Player of the Season“ pro nejlepšího mladého hráče Evertonu. V době, kdy měl Everton zraněné všechny útočníky, hrával v útoku on s dalším záložníkem Timem Cahillem.
16. února 2010 utrpěl vážné zranění kotníku, které způsobil faul Sotiriose Kyrgiakose v městském derby proti Liverpool FC. Kvůli tomuto zranění již do sezony nenastoupil. Další zranění přišlo hned na začátku další sezony 2010/11 při kvalifikačním zápase o Euro 2012 proti Rakousku.
Sezónu 2012/13 zahájil velmi dobře, když v zápase proti Manchesteru United vstřelil jedinou branku zápasu a stanovil tak výsledek 1:0 pro Everton. V tomto ročníku se sešel v Evertonu se svým reprezentačním spoluhráčem Kevinem Mirallasem. 25. srpna Fellaini skóroval proti domácí Aston Ville, Everton zvítězil 3:1. 22. září 2012 v zápase s domácí Swansea City zvyšoval v 82. minutě na konečných 3:0 pro liverpoolský klub. Ve výborných výkonech pokračoval i proti Arsenalu, Manchesteru City nebo Sunderlandu a byl vyhlášen jako „Premier League Player of the Month“ za měsíc listopad. Ovšem hned následující měsíc v zápase proti Stoke City (remíza 1:1) udeřil hlavou Ryana Shawcrosse a následoval třízápasový distanc. Jeho čin odsoudil i trenér Evertonu David Moyes. Fellaini i Everton trest přijali a neodvolávali se. Hráč byl usvědčen až podle videozáznamu, protože rozhodčí tento zákrok v zápase neviděl, tudíž nebyl v zápase napomínán.

### Manchester United FC
Nový trenér United David Moyes si začátkem září 2013 před koncem letního přestupového okna přivedl svého bývalého svěřence Fellainiho do Manchesteru. Přestupová částka činila 32,5 milionu eur. Debutoval 14. září 2013 proti Crystal Palace FC, šel na hřiště zhruba půl hodiny před závěrem zápasu za Andersona, United zvítězili 2:0. Celkově byla sezona 2013/14 v jeho podání nepříliš vydařená, Moyes jej časem stavěl stále méně a nevyhla se mu ani menší zranění.
Po příchodu trenéra Louise van Gaala a nedostatku hráčů v záložní řadě dostával větší prostor, leč s průměrnými výkony. Po příchodu Andera Herrery a Anthony Martiala byl využíván především jako tzv. stínový útočník, který má za úkol sklepávat vysoké centry.[zdroj?]

## Reprezentační kariéra

### Mládežnické reprezentace
Fellaini reprezentuje Belgii v mládežnických kategoriích od 18 let. Mohl si vybrat mezi Belgií a Marokem, rozhodl se pro zemi, kde se narodil.
Byl členem belgického olympijského výběru do 23 let, jenž se představil na Letních olympijských hrách 2008 v Číně. Belgie došla na turnaji až do semifinále, kde podlehla Nigérii 1:4. V zápase o 3. místo prohrála s Brazílií 0:3, Fellaini tak olympijskou bronzovou medaili nezískal.

### A-mužstvo
V A-mužstvu Belgie debutoval 7. února 2007 v přátelském utkání v Bruselu proti národnímu týmu České republiky. Nastoupil v základní sestavě a odehrál kompletní zápas, který Belgie prohrála 0:2. První gól vstřelil 2. června 2007 během domácího kvalifikačního utkání proti Portugalsku, ale na vítězství to nestačilo, Belgie prohrála 1:2.
V reprezentačním zápase 5. září 2009 v kvalifikaci na MS 2010 proti domácímu Španělsku byl u prohry 0:5. V zápase obdržel žlutou kartu. Belgie se neprobojovala na závěrečný turnaj, skončila až čtvrtá ve své kvalifikační skupině.
22. března 2013 nastoupil v kvalifikačním zápase ve Skopje proti domácí Makedonii, který skončil vítězstvím Belgie 2:0. V domácím kvalifikačním utkání na MS 2014 26. března proti stejnému soupeři šel na hřiště v závěru zápasu, Belgie zvítězila 1:0. V kvalifikačním utkání doma proti Srbsku 7. června 2013 vstřelil vítězný gól, Belgie zvítězila 2:1 a odskočila o tři body druhému Chorvatsku.

#### Mistrovství světa 2014
Trenér belgického národního týmu Marc Wilmots jej zařadil na 23člennou soupisku pro Mistrovství světa ve fotbale 2014 v Brazílii, kam nakonec Belgie suverénně postoupila z prvního místa evropské kvalifikační skupiny A. V prvním utkání Belgie v základní skupině H proti Alžírsku šel na hřiště jako náhradník a po centru Kevina De Bruyne hlavou skóroval (srovnal stav na 1:1), čímž načal belgický obrat v utkání na konečných 2:1. Od té doby hrál v základní sestavě. Se šampionátem se Belgie rozloučila čtvrtfinálovou porážkou 0:1 s Argentinou.

#### EURO 2016
Trenér Marc Wilmots jej nominoval na EURO 2016 ve Francii, kde byli Belgičané vyřazeni ve čtvrtfinále Walesem po porážce 1:3. Nastoupil ve třech z pěti zápasů svého mužstva na šampionátu.

### Reprezentační góly
Góly Marouane Fellainiho v belgickém reprezentačním A-mužstvu
| 1                  | 2. 6. 2007   | Stadion krále Baudouina, Brusel, Belgie    | Portugalsko         | 1:100(55.) | 1:2 | kvalifikace na EURO 2008 |
| 2                  | 11. 10. 2008 | Stadion krále Baudouina, Brusel, Belgie    | Arménie             | 2:000(37.) | 2:0 | kvalifikace na MS 2010   |
| 3                  | 15. 11. 2009 | Jules Ottenstadion, Gent, Belgie           | Maďarsko            | 1:000(37.) | 3:0 | přátelský zápas          |
| 4                  | 12. 10. 2010 | Stadion krále Baudouina, Brusel, Belgie    | Rakousko            | 2:200(47.) | 4:4 | kvalifikace na EURO 2012 |
| 5                  | 11. 10. 2011 | Esprit Arena, Düsseldorf, Německo          | Německo             | 3:100(86.) | 3:1 | kvalifikace na EURO 2012 |
| 6                  | 29. 5. 2013  | FirstEnergy Stadium, Cleveland, USA        | USA                 | 1:300(64.) | 2:4 | přátelský zápas          |
| 7                  | 7. 6. 2013   | Stadion krále Baudouina, Brusel, Belgie    | Srbsko              | 2:000(60.) | 2:1 | kvalifikace na MS 2014   |
| 8                  | 5. 3. 2014   | Stadion krále Baudouina, Brusel, Belgie    | Pobřeží slonoviny   | 1:000(17.) | 2:2 | přátelský zápas          |
| 9                  | 17. 6. 2014  | Estádio Mineirão, Belo Horizonte, Brazílie | Alžírsko            | 1:100(70.) | 2:1 | MS 2014                  |
| 10                 | 28. 3. 2015  | Stadion krále Baudouina, Brusel, Belgie    | Kypr                | 1:000(21.) | 5:0 | kvalifikace na EURO 2016 |
| 11                 | 28. 3. 2015  | Stadion krále Baudouina, Brusel, Belgie    | Kypr                | 3:000(66.) | 5:0 | kvalifikace na EURO 2016 |
| 12                 | 31. 3. 2015  | Stadion Teddy, Jeruzalém, Izrael           | Izrael              | 0:10(9.)   | 0:1 | kvalifikace na EURO 2016 |
| 13                 | 7. 6. 2015   | Stade de France, Saint-Denis, Francie      | Francie             | 0:10(17.)  | 3:4 | přátelský zápas          |
| 14                 | 7. 6. 2015   | Stade de France, Saint-Denis, Francie      | Francie             | 0:200(42.) | 3:4 | přátelský zápas          |
| 15                 | 3. 9. 2015   | Stadion krále Baudouina, Brusel, Belgie    | Bosna a Hercegovina | 1:100(23.) | 3:1 | kvalifikace na EURO 2016 |
| Platí k 3. 7. 2016 |              |                                            |                     |            |     |                          |